# Лихівський район
Лихівський райо́н — колишній район Олександрійської, Кременчуцької округ і Дніпропетровської області.

## Історія
Утворений 7 березня 1923 року з частин Дніпрово-Кам'янської, Мишурино-Різької, Краснокутської, Лихівської і Байдаківської волостей з центром у слободі Лихівка у складі Олександрійської округи Катеринославської губернії.
3 червня 1925 року Олександрійська округа розформована, район перейшов до Кременчуцької округи.
15 вересня 1930 року після скасування округ підпорядковується безпосередньо Українській РСР.
З утворенням 27 лютого 1932 року Дніпропетровської області увійшов до її складу.
Скасований 1933 року, територія розподілена між П'ятихатським та Верхньодніпровським районами[джерело?].
Відновлений 25 березня 1946 року
Остаточно ліквідований 30.09.1958 року